# Supercoppa svizzera 2022 (pallavolo maschile)
La Supercoppa svizzera 2021 si è svolta il 16 ottobre 2022: al torneo hanno partecipato due squadre di club svizzere e la vittoria finale è andata per la quinta volta all'Amriswil.

## Regolamento
Le squadre hanno disputato una gara unica.

## Squadre partecipanti
| Squadra  | Qualificazione                                                  |
| -------- | --------------------------------------------------------------- |
| Amriswil | Vincitrice Lega Nazionale A 2021-22 / Coppa di Svizzera 2021-22 |
| Chênois  | Finalista Lega Nazionale A 2021-22                              |

## Torneo
| 16 ottobre 2022 Arena Mobilière, Muri bei Bern Durata: 1h:17 - Spettatori: 1 100 | Amriswil | 3 - 0 | Chênois | 25-22, 26-24, 25-20 |